# Röda draken
Röda draken (originaltitel: Red Dragon) är en thrillerroman från 1981 av Thomas Harris. Romanen följer den före detta FBI-agenten Will Graham och hans jakt på en seriemördare, där han får hjälp av Hannibal Lecter. Namnet på romanen anspelar på en målning av poeten och konstnären William Blake. 1988 publicerades Thomas Harris uppföljare, När lammen tystnar.
Romanen har filmatiserats två gånger, 1986 under titeln Röda draken (original: Manhunter) och 2002 under titeln Röd drake (original: Red Dragon).